# Matilde Font Sariols
Matilde Font Sariols, (Barcelona, 1923 - 1975). Fou una arqueòloga catalana, llicenciada en filosofia i lletres, secció d'història per la Universitat de Barcelona. Va signar els seus treballs amb el nom de Matilde Font de Tarradell.

## Trajectòria
L'any 1952 es va casar amb el Dr. Miquel Tarradell Mateu. Va realitzar juntament amb el seu marit excavacions en la necròpoli de Cartago, sector Ard el-Morali, convidats pel també arqueòleg Pierre Cintas. Va residir en Tetuán (el Marroc) de 1952 a 1956, on va col·laborar en les excavacions de la ciutat de Lixus (jaciment romà, punicomaurità i fenici) i en els diversos treballs que Miquel Tarradell va realitzar a la zona de l'antic Protectorat espanyol del Marroc.
Va viure a València de 1956 a 1970. Durant aquest període va col·laborar en les excavacions i treballs de Miquel Tarradell, entre els quals destaca La romanització al País Valencià, treball (inèdit) que, signat per Tarradell va rebre el premi Martorell d'Arqueologia (Fundació Martorell i Ajuntament de Barcelona). Va començar a treballar en la tesi doctoral sobre les necròpolis púniques del Mediterrani occidental, desgraciadament va morir abans de concloure-la.
A partir de 1970 va viure a Barcelona. El setembre del 1971 va participar amb l'equip de la Universitat de Barcelona en els treballs de recuperació de les fons del Museu Arqueològic d'Eivissa, format per M. Tarradell i ella mateixa, amb la col·laboració de Caterina Ensenyat, en aquell temps directora del museu, M. Roca, professora ajudant d'arqueologia de la Universitat de Barcelona i Jordi H. Fernández i Núria Tarradell, llavors estudiants de la mateixa universitat. Fruit d'aquests estudis van ser els llibres Eivissa Cartaginesa (1975); Necròpolis rurals púniques a Eivissa (2000), amb la col·laboració de Miquel Tarradell, amb qui també va signar l'article Materials púnics d'Eivissa en el Museu de Lluc (1976). També s'han publicat altres treballs pòstums dedicats a l'Eivissa púnica: La forma Eb. 29 de la ceràmica púnico-ebusitana (1973), Algunes formes poc freqüents de la ceràmica púnica d'Eivissa (1974) i Una màscara púnico ebusitana de terracota, excepcional (1978). Un dels seus treballs encara inèdits és el Catàleg de la ceràmica púnica d'Eivissa.

## Obres de referència
- Font de Tarradell, M. (1969): El sector de Dermech de la necrópolis de Cartago: estudio estadístico, Papeles del Laboratorio de Arqueología de Valencia 6, 85-100.
- Font de Tarradell, M. (1970): Dos peines ibéricos de La Serreta de Alcoy y sus precedentes, Papeles del Laboratorio de Arqueología de Valencia 10, 123-138.
- Font de Tarradell, M. (1973): La forma EB. 29 de la cerámica púnico-ebusitana, Papeles del Laboratorio 9, 11-18.
- Font de Tarradell, M. (1974): Algunas formas poco frecuentes de la cerámica púnica de Ibiza, Prehistoria y arqueología de las Islas Baleares: VI symposium de prehistoria peninsular, 221-242.
- Font de Tarradell, M. (1976): Materiales púnicos de Ibiza en el Museo de Lluc, Revista de la Universidad Complutense 104, 5-28.
- Font de Tarradell, M. (1978): Una màscara púnico ebusitana de terra cuita, excepcional, Fonaments: prehistòria i món antic als Països Catalans 1, 85-88.
- Font de Tarradell, M. (1980): Les lucernes i la introducció de l'oli al País Valencià, Primer Congrés d'Història del País Valencià: celebrat a València del 14 al 18 d'abril de 1971 vol.2, 333-337.
- Font de Tarradell, M.; Tarradell Mateu, M. (2000): La necrópolis: descripción y catálogo, Treballs del Museu Arqueològic d'Eivissa i Formentera 45, 31-156.
- Font de Tarradell, M.; Tarradell Mateu, M. (2000): Estudio de los materiales, Treballs del Museu Arqueològic d'Eivissa i Formentera 45, 157-188.
- Font de Tarradell, M.; Tarradell Mateu, M. (2000): Necrópolis rurales púnicas en Ibiza, Eivissa: Museu Arqueològic d'Eivissa i Formentera.